# 始祖馬
始祖馬（學名Hyracotherium），又名始新馬或始馬，曾被認為是馬科中最早的物种。現時牠被認為是屬於古獸馬科，這是與馬及雷獸有關的科。始祖馬的大小如狗一般，生存於北半球，分佈在始新世早期至中期（距今約6千萬至4千5百萬年前）的亞洲、歐洲及北美洲。
始祖馬的第一個化石標本是由古生物學家理查·歐文於1841年在英格蘭發現，他基於牙齒的緣故而懷疑這是一頭蹄兔目。他並沒有發現完整的骨骼，故將牠命名為「似蹄兔獸」（Hyracotherium），即始祖馬的學名。於1876年，奧塞內爾·查利斯·馬什在美國發現了一個完整的骨骼，並命名為曙馬（Eohippus）。後來發現這兩個發現非常接近時，始祖馬因最先被發表，故曙馬則成為了異名。
始祖馬平均只有60厘米長及肩高20厘米。牠的前肢有四趾，而後肢則有三趾。頭顱骨很長，有44顆低冠的牙齒。據信始祖馬是草食性的，主要以樹葉、水果及堅果為食物。
有些科學家相信始祖馬不只是馬的祖先，也有可能是其他奇蹄目，如犀牛及貘的祖先。始祖馬被認為是一類古獸馬，而非嚴格意義上的馬（horse proper），但這情形僅見於模式種的H. leporinum。大部份其他的古獸馬物種都被認為是屬於馬科，且都被分類在其他的屬中，如Arenahippus、Minippus、Pliolophus、Protorohippus、Sifrhippus、Xenicohippus、甚至曙馬屬。Xenicohippus曾一度被認為是早期的雷獸科。

## 進化

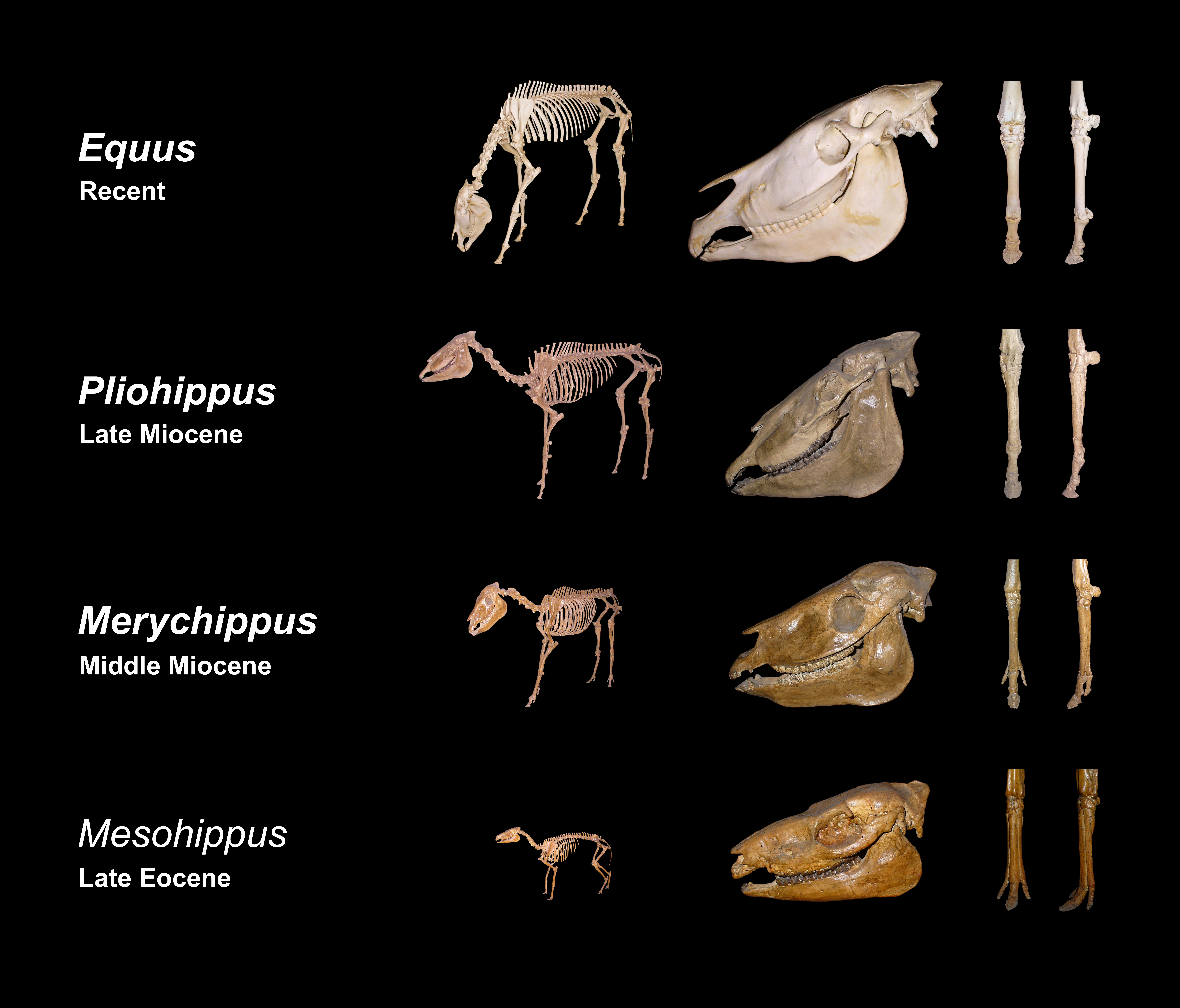
始祖馬是馬進化主軸上的一個階段

- 始祖馬--＞漸新馬--＞草原古馬--＞上新馬--＞真馬

## 分支
- 安琪馬
- 中新馬
- 三趾馬
- 南美土著馬
- 恐馬